# 25. Landwehr-Division (Deutsches Kaiserreich)
Die 25. Landwehr-Division war ein Großverband der Preußischen Armee im Ersten Weltkrieg.

## Gliederung

### Kriegsgliederung vom 16. September 1916
- 32. Reserve-Infanterie-Brigade
  - Landwehr-Infanterie-Regiment Nr. 13
  - Landwehr-Infanterie-Regiment Nr. 16
  - Reserve-Infanterie-Regiment Nr. 30
  - 2. Eskadron/Magdeburgisches Dragoner-Regiment Nr. 6
  - Landwehr-Feldartillerie-Regiment Nr. 254
  - 1. Reserve-Kompanie/Pionier-Bataillon Nr. 21

### Kriegsgliederung vom 10. März 1918
- 32. Reserve-Infanterie-Brigade
  - Landwehr-Infanterie-Regiment Nr. 13
  - Landwehr-Infanterie-Regiment Nr. 16
  - Landwehr-Infanterie-Regiment Nr. 328
  - 2. Eskadron/Reserve-Dragoner-Regiment Nr. 6
- Artillerie-Kommandeur Nr. 244
  - Landwehr-Feldartillerie-Regiment Nr. 254
- Pionier-Bataillon Nr. 425
- Divisions-Nachrichten-Kommandeur Nr. 525

## Geschichte

### Gefechtskalender
Die Division wurde am 10. September 1916 an der Westfront zusammengestellt und bis Kriegsende dort eingesetzt. Nach dem Waffenstillstand räumte die Division das von ihr besetzte Gebiet, marschierte in die Heimat zurück, wo sie demobilisiert und schließlich Mitte Dezember 1918 aufgelöst wurde.

#### 1916
- ab 10. September --- Kämpfe an der Aisne

#### 1917
- bis 14. März --- Kämpfe an der Aisne
- 15. März bis 5. April --- Stellungskämpfe an der Aisne
- 6. bis 22. April --- Doppelschlacht an der Aisne und in der Champagne
- ab 23. April --- Stellungskämpfe im Oberelsaß

#### 1918
- bis 11. November --- Stellungskämpfe im Oberelsaß
- ab 12. November --- Räumung des besetzten Gebietes und Marsch in die Heimat

## Kommandeure
| Dienstgrad      | Name                       | Datum                                |
| --------------- | -------------------------- | ------------------------------------ |
| Generalleutnant | Gustav von Dreising        | 12. September 1916 bis 16. Juni 1917 |
| Generalleutnant | Karl Ludwig von Mühlenfels | 17. Juni 1917 bis 17. Dezember 1918  |